# 镀金 (项目管理)
在项目管理中，镀金是指在无关紧要或者未被要求的任务上花费时间和精力但无明显收益的现象。（即：在时间管理上，所作任务跨过了收益递减点的现象。）

## 现象
例如：项目组在满足客户要求后，以为额外和更完善的功能会更让客户满意，而去继续改善产品。但客户可能反而会对结果感到不满，且开发人员的额外工作反而是徒劳的。     
各个项目管理最佳实践和方法（例如项目管理知识体系(PMBOK) 和PRINCE2 ）都认为镀金是一种不好的项目管理实践。“镀金”是在项目的任何阶段增添的功能并未在原始范围计划 (PMBOK的概念) 或产品描述 (PRINCE2的概念) 中列出。之所以称其为不好的实践，是因为“镀金”给原始计划带来了新的风险，例如额外的测试、文档记录、成本或延期。然而要注意的是，并不应该由于避免“镀金”而去阻止新功能的添加，新功能的添加只要遵循正式的变更程序，并考虑到变更对项目的影响。

## 镀金的影响
即便在最好的情况下，客户可以接受超出项目范围的可交付成果，客户对未来项目的期望也可能永远被提升到不切实际的水平，为未来项目工作造成困难。在最坏的情况下，客户可能会完全拒绝项目的交付成果并废除项目合同。 